# Trichodezia ledereri
Trichodezia ledereri là một loài bướm đêm trong họ Geometridae.